# Мария Фридерика Прусская
Мария Фридерика Франциска Гедвига Прусская (нем. Marie Friederike Franziska Hedwig von Preußen; 15 октября 1825, Берлин — 17 мая 1889, замок Хоэншвангау) — прусская принцесса, в замужестве королева Баварии. Мать баварских королей Людвига и Отто.

## Жизнь

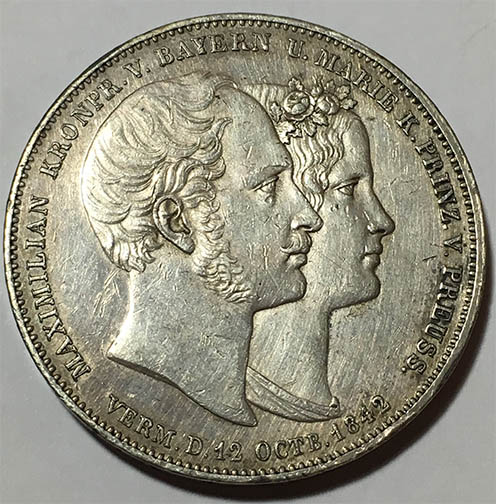
Исторический талер отчеканенный в память о венчании Марии Прусской и Максимилиана 12 октября 1842 года

Принцесса Мария родилась в берлинском Городском дворце в семье Фридриха Вильгельма Карла Прусского и Марианны Гессен-Гомбургской. Детство принцессы прошло в силезском дворце Фишбах. В 1842 году Мария Фридерика вышла замуж за наследника баварского престола Максимилиана, будущего короля Баварии Максимилиана II.
10 марта 1864 года Мария Фридерика овдовела и в 1874 году перешла в католицизм. Она уединилась в загородном доме в долине Лехталь и замке Хоэншвангау. Похоронена в одной из боковых капелл мюнхенской Театинеркирхе напротив своего супруга Максимилиана II.

## Потомки
В браке с королём Максимилианом родилось двое сыновей:
- Людвиг Отто Фридрих Вильгельм (1845—1886), король Баварии
- Отто Вильгельм Луитпольд (1848—1916), король Баварии